# Julià de Jòdar
Julià de Jòdar i Muñoz (Badalona, 28 dicembre 1942) è uno scrittore spagnolo in lingua catalana.

## Biografia
Cresciuto nel quartiere di Gorg a Badalona, si indirizzò dapprima verso gli studi di ingegneria e ottenne il diploma di ingegnere chimico nel 1964, ma poi abbandonò questa strada per dedicarsi alle discipline umanistiche. Ottenne così la laurea in storia moderna e contemporanea nel 1973 e compì studi teatrali presso la Scuola d'arte drammatica Adrià Gual. Qui fu membro del gruppo di Ricard Salvat. La sua opera principale è L'atzar i les ombres ("Il caso e le ombre"), trilogia che comprende i romanzi L'àngel de la segona mort, El trànsit de les fades e El metall impur. Nel 2009, per i romanzi Pastoral catalana, sorta d'omaggio allo scrittore statunitense Philip Roth, e American Pastoral, ricevette il Premio Carlo Magno assegnato ogni anno dal governo andorrano.
Nel 2006 era collaboratore settimanale del quotidiano Avui, quindicinale di El Punt, settimanale della testata online Elsingulardigital e occasionale del portale informativo VilaWeb.
In occasione delle elezioni parlamentari in Catalogna del 2012 ha concorso nelle liste di Candidatura di Unità Popolare
Nel 2012 pubblicò il libro Cop de CUP. Viatge a l'ànima i a les arrels de les Candidatures d'Unitat Popular, scritto in collaborazione con il giornalista e attivista David Fernàndez.

## Opere

### Romanzi
- L'àngel de la segona mort. Barcelona: Quaderns Crema, 1997. Premi Ciutat de Barcelona 1998. ISBN 978-84-7727-185-7
- El trànsit de les fades. Barcelona: Quaderns Crema, 2001. Premi de la Crítica 2001. ISBN 978-84-7727-344-8
- L'home que va estimar Natàlia Vidal. Barcelona: Edicions 62, 2002. Premi Prudenci Bertrana 2003. ISBN 978-84-297-5347-9
- El metall impur. Barcelona: Proa, 2005. Premi Sant Jordi 2005. Premi Crítica Serra d'Or de novel·la 2007. ISBN 978-84-8437-858-7
- Noi, ¿has vist la mare amagada entre les ombres?. Barcelona: Proa, 2008. ISBN 978-84-8437-445-9
- La pastoral catalana. Barcelona: Proa, 2009. Premi Carlemany 2009. Premi Crítica Serra d'Or de novel·la 2011.

### Narrazioni
- Zapata als Encants. Barcelona: Quaderns Crema, 1999. ISBN 978-84-7727-285-4

### Altre pubblicazioni
- Fot-li que som catalans, Barcelona: L'Esfera dels Llibres, 2005 (con Xavier Bru de Sala e Miquel de Palol).
- Fot-li més que encara som catalans, Barcelona: L'Esfera dels Llibres, 2006 (con Xavier Bru de Sala e Miquel de Palol).
- Directe al gra, Ed. Brosquil, 2007.
- Cop de CUP. Viatge a l'ànima i a les arrels de les Candidatures d'Unitat Popular, Barcelona: Columna Edicions, 2012 (con David Fernàndez).